# 개인서비스 로봇
개인서비스 로봇이란 청소로봇, 교육용 로봇과 같이 일반인을 대상으로 서비스를 제공하는 서비스 로봇이다. 로봇기술의 발달로 오락로봇, 개인비서로봇, 간병로봇, 친구로봇, 웨어러블 로봇 등 다양한 서비스가 가능한 로봇으로 진화될 것이다. 2025년경 1가구 1로봇의 가정용로봇을 넘어, 2050년경이면, PC와 같이 1인 1로봇 개인서비스 로봇시대가 열릴 것으로 기대된다.